# Rajmund Fodor
Rajmund Fodor (Seghedino, 21 febbraio 1976) è un pallanuotista ungherese, vincitore di due medaglie d'oro ai giochi olimpici di Sydney 2000, Atene 2004. Ha conquistato due Coppe delle Coppe con le calottine di Florentia (squadra con cui ha disputato anche tre finali scudetto ed un'altra di Coppa delle Coppe) e Ferencvaros (con la quale ha disputato una finale di Coppa LEN), mentre con l'Honved ha vinto cinque campionati ungheresi, una coppa nazionale, due supercoppe nazionali, una Supercoppa LEN e una Coppa dei Campioni (oltre a disputare un'altra finale).